# 岸野裕
岸野 裕（きしの ひろし、1964年4月25日 - ）は、日本の実業家。エイチ・アイ・シー株式会社代表取締役。2009年「中小企業IT経営力大賞2009」情報処理推進機構理事長賞を受賞。

## 略歴
- 1964年（昭和39年）- 4月、新潟県南魚沼郡湯沢町に生まれる。
- 1988年（昭和63年）‐3月、早稲田大学卒業。
- 1996年（平成8年）- 6月23日、エイチ・アイ・シー株式会社を設立。
- 2009年（平成21年）-　2月、「中小企業IT経営力大賞2009」情報処理推進機構理事長賞を受賞。
  - 11月24日、株式会社日本コンピュータ開発と連携してクラウド・コンピューティングの中堅・中小企業向けPaaSサービス『SecureRDP』を特約販売代理店として提供開始 。

## 役職
- クレブ非常勤取締役